# Планшайба (фланець металорізальних верстатів)

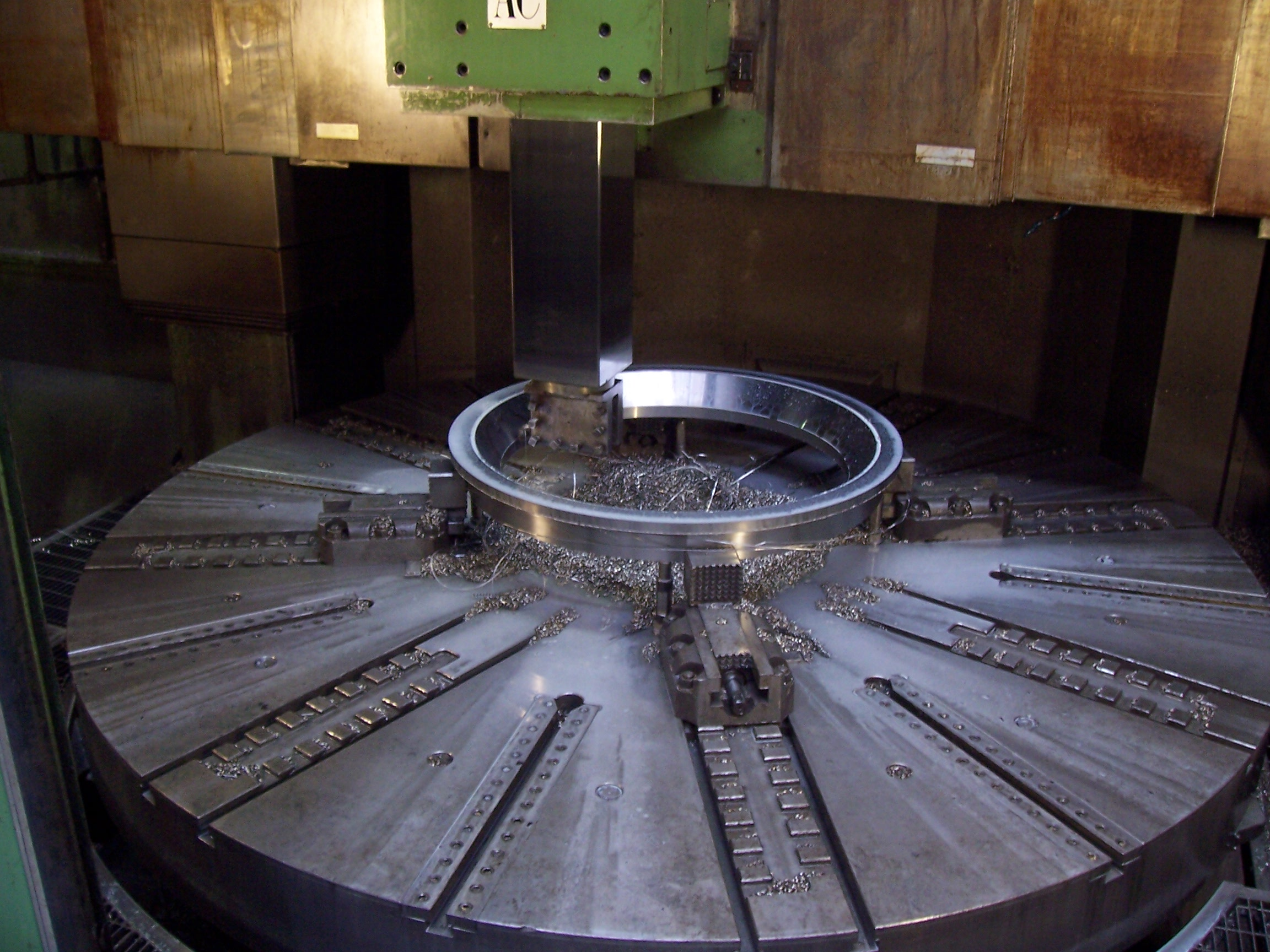
Планшайба токарно-карусельного верстата

Планша́йба (нім. Planscheibe) — пристрій у вигляді фланця, який встановлюється на шпинделі металорізальних верстатів (токарних, розточних і т. і.), і який призначений для закріплення заготовки деталі або різального інструмента. Планшайбою називають також круглий стіл карусельного верстата, що обертається.
Планшайбу звичайно використовують для закріплення габаритних або ексцентричних деталей, або деталей неправильної форми, або інструмента в спеціальному відносно деталі положенні. При цьому планшайба забезпечує утримання деталі або інструмента та служить для передачі обертального руху.  Кріплення заготовок на планшайбі здійснюється прихватами, кутниками, накладками, болтами.
Планшайба зазвичай використовується в складі передньої бабки (шпинделя) токарного верстата.
Недоліком планшайби в порівнянні з патроном є трудомісткість установки і центрування деталі по осі шпинделя.